# Бурган, Нурдин
Нурдин Бурган (араб. أحمد عبده‎; 28 октября 1958, Мамуцу, Коморские острова) — коморский политический и государственный деятель, тринадцатый премьер-министр Комор с 9 сентября 1997 по 30 мая 1998 года. Вице-президент Коморских островов (2011—2016).

## Биография
Обучался в Университете Сан-Карлос.
Государственный деятель, возглавлял ряд министерств и ведомств: в 1990 году занимал пост министра планирования, в 1992 году — министра экономики и торговли, в 1994 году — министра почты и связи, молодежи и спорта, работал министром здравоохранения и народонаселения в 1995 году.
9 сентября 1997 года занял пост премьер-министра государств года после того, как Ахмед Абду ушёл в отставку, не сумев справиться с сепаратистами островов Анжуан и Мвали, которые вышли из состава Федеральной Исламской Республики Коморские Острова. 30 мая 1998 года президент Мохамед Таки Абдулкари освободил его от должности, не назначив нового главу правительства в течение нескольких месяцев.
С 26 мая 2011 по 26 мая 2016 года был вице-президентом Коморских островов вместе с Икилилу Дуанине.